# Aglientu
Aglientu település Olaszországban, Szardínia régióban, Olbia-Tempio megyében. Lakosainak száma 1169 fő (2023. január 1.). Aglientu Luogosanto, Santa Teresa Gallura, Aggius, Tempio Pausania és Trinità d’Agultu e Vignola községekkel határos.

## Népesség
A település népességének változása:
| Lakosok száma | 1173 | 1249 | 1169 |
|               | 2017 | 2018 | 2023 |